# Vasili Soloviov-Sedoi
Vasili Pávlovich Soloviov-Sedói (Василий Павлович Соловьёв-Седой; 12 de abriljul./ 25 de abril de 1907greg. – 2 de diciembre de 1979) fue un compositor clásico y compositor ruso que nació y murió en San Petersburgo.
Soloviov-Sedoi compuso, entre otros, la música para las canciones Solov i y Noches de Moscú (en ruso: Подмосковные вечера; transliterado como "Podmoskovnye Vechera"). también escribió la música para numerosas películas. Originalmente apellidado Soloviov, cuando entró a la asociación rusa «Compositores de la Unión», añadió el sufijo «Sedoi«, que significa «de pelo gris», para evitar ser confundido con otro compositor con el mismo apellido.